# 309
309 (CCCIX) var ett normalår som började en lördag i den julianska kalendern.

## Händelser

### April
- 18 april – Sedan Marcellus I har avlidit väljs Eusebius till påve (detta eller nästa år).

### Augusti
- 17 augusti – Eusebius blir avsatt som påve och skickas i exil till Sicilien (detta eller nästa år).

### Okänt datum
- Påven Marcellus I förvisas från Rom, liksom hans efterträdare Eusebius senare samma år.
- De spanska provinserna gör uppror mot Maxentius styre och erkänner Konstantin som sin kejsare.
- Byggandet av en stenbro över floden Rhen nära nuvarande Köln blir färdigt.
- Shahpour II blir shah av Persien.

## Avlidna
- Marcellus I, påve sedan 308
- Alban, helgon, Englands förste martyr (möjligen detta år eller 304)
- Hormazd II, shah av Persien
- Valerius Romulus, son till kejsar Maxentius